# Ilha das Couves
Ilha das Couves ("Isola dei cavoli" in lingua portoghese) è un'isola brasiliana che si trova sul litorale dello Stato di San Paolo verso nord a circa 400km da San Paolo percorrendo la strada litoranea Santos - Rio de Janeiro.
L'isola si trova nel comune di Ubatuba a circa 2,3 km dalla costa.